# John R. Arthur
John Read Arthur Junior (* 17. Dezember 1931 in Omaha, Nebraska) ist ein US-amerikanischer Chemiker und Materialwissenschaftler. Er entwickelte Ende der 1960er Jahre mit Alfred Y. Cho an den Bell Laboratories die Molekularstrahlepitaxie (MBE).
Arthur besuchte die Iowa State University mit dem Bachelor-Abschluss 1954 und der Promotion in Physikalischer Chemie 1961. Von 1961 bis 1977 war er an den Bell Laboratories. Von 1977 bis 1983 forschte er bei Perkin-Elmer und ab 1983 war er Professor in der Fakultät für Elektrotechnik der Oregon State University. Ab 1992 war er Direktor des Center for Advanced Material Research und 1996 wurde er emeritiert.
Er befasst sich neben MBE mit Festkörperoberflächen (Adsorption, Reaktionskinetik an Halbleiter-Oberflächen), dünnen Filmen, Streuung von Molekularstrahlen von Oberflächen, Auger-Spektroskopie und Elektronenbeugung. 1982 erhielt er den IEEE Morris N. Liebmann Memorial Award und den James C. McGroddy Prize for New Materials der American Physical Society. 1988 erhielt er den Gaede-Langmuir Award der American Vacuum Society.
John Arthur ist Fellow der American Physical Society und der American Vacuum Society (und 1983 deren Präsident).

## Schriften
- mit Cho Molecular beam epitaxy, In: Prog Solid State Chem., 10, 1975, S. 157–192
- Interaction of Ga and As2 molecular beams with GaAs surfaces, Journal of Applied Physics, 39, 1968, 4032–4034